# Jiný vzduch (film)
Jiný vzduch je film, který v roce 1939 natočil režisér Martin Frič na námět stejnojmenné divadelní hry.
Pojednává o rodině bývalého akademického malíře Františka Elise, který se musí živit tvorbou reklamních vývěsních štítů a jehož dcera Helena studuje konzervatoř a sní o kariéře u divadla. Zločinný herec Viták ji ale přesvědčí k pokoutnému vystoupení a je proto vyloučena ze studií. Nakonec však nalezne pravou lásku, mladého inženýra Prokopa.
Ve filmu se také objeví vlastenecký moment, Rafael Kubelík a Česká filharmonie uvedou Smetanovu Mou vlast.

## Obsazení
| František Smolík     | akademický malíř František Elis        |
| Zdenka Baldová       | Elisova žena                           |
| Hana Vítová          | Helena, dcera Elisových                |
| Ladislav Boháč       | inženýr Prokop, syn Elisova bratrance  |
| František Kreuzmann  | herec a režisér Emil Viták             |
| František Paul       | Pavelka                                |
| Bedřich Veverka      | Boubela                                |
| Vojta Novák          | profesor dramatické konzervatoře Vácha |
| Oldřich Kovář        | zpěvák                                 |
| František Černý      | tlustý automobilista                   |
| Jan Černý            | vrchní                                 |
| Jan W. Speerger      | dělník na stavbě                       |
| Julius Kalaš         | profesor hudby                         |
| Vilém Prokop Mlejnek | hudebník                               |
| Rafael Kubelík       | dirigent                               |